# مرجان داوری
مرجان داوری (زاده ۴ اردیبهشت ۱۳۴۵ در تهران) پژوهشگر، مترجم و نویسنده ایرانی است که بیش از ۲۰ سال به مطالعه، تدریس، ترجمه و تحقیق دربارهٔ متون فلسفی پرداخته‌است. وی از سال ۱۳۹۸، به ۷۵ سال زندان محکوم شده‌است.
مرجان در ۱ مهر ۱۳۹۴ در خانه پدری اش در کرج دستگیر شد و در زندان زنان قرچک محبوس بود. او بعداً به اتهام توهین به مقدسات به اعدام و ۱۶ ماه حبس دیگر به دلیل توهین به سید علی خامنه‌ای به زندان محکوم شد. چهار سال بعد در سال ۱۳۹۸ وی به ۷۵ سال زندان محکوم شد.

## تحصیل و کار
او دبستان را در انگلستان و پس از بازگشت به ایران، در یک مدرسه بین‌المللی پارتی به پایان رساند. او در ۱۳ سالگی دیپلم ترجمه انگلیسی دریافت کرد و تحصیلات خود را در دانشگاه الزهرا در زمینه طراحی گرافیک و نقاشی، علاوه بر تحقیق و ترجمه در علوم داخلی، هستی‌شناسی شرقی و غربی ادامه داد.
آثار ترجمه شده وی عبارتند از Talons of Time پل توئیتچل، جستجوگر فیل موریمیتسو و تمرینات معنوی ECK هارولد کلمپ.
او صرفاً بر علوم درونی و هستی‌شناسی شرقی متمرکز بود و به عنوان محقق و معلم متافیزیک در مؤسسه راه معرفت (راه حکمت) کار می‌کرد. او همچنین معلم مؤسسه راه معرفت بود که به‌طور رسمی ثبت شده بود. علاوه بر این، او در سال ۲۰۱۰ چاپ کتابها را در مدرسه فکری اشراقی آغاز کرد.
آثار و نوشته‌های جمع‌آوری شده وی در آرشیو نگهداری می‌شد تا به صورت رایگان در اختیار طرفدارانش قرار گیرد اما توسط نیروهای امنیتی ضبط شده‌است. او خود را یک محقق آزاد در زمینه علوم باطن‌گرایی غربی متافیزیک می‌داند.

## دستگیری و محاکمه
جدول زمانی:
- سپتامبر ۲۰۱۵:
  - در خانه پدری اش در مهر شهر کرج در غرب تهران دستگیر شد.
  - به مدت سه ماه در سلول انفرادی بند ۲۰۹ زندان اوین تحت کنترل وزارت اطلاعات بوده‌است.
  - عدم دسترسی به وکیل یا هر نوع مشاوره حقوقی.
  - سرانجام به بند زنان منتقل شد.[۱۰]
- مارس و اکتبر ۲۰۱۶:
  - جلسه بازجویی و استماع در شعبه ۱۵ دادگاه انقلاب اسلامی برگزار شد.
  - به ریاست قاضی ابوالقاسم صلواتی.
- فوریه ۲۰۱۷:
  - انتقال به زندان زنان واقع در قرچک (زندان قرچک).
- ۱۲ مارس ۲۰۱۷:
  - محکوم به مرگ برای توهین به مقدسات و اضافی ۱۶ ماه به اتهام توهین به مقام معظم رهبری علی خامنه ای در شعبه ۱۵ از دادگاه انقلاب اسلامی در تهران است.[۳]
  - به ریاست قاضی ابوالقاسم صلواتی.[۱۱]

## اتهامات
- توطئه علیه رژیم اسلامی[۱۲]
- عضویت در اکنکار.
- گسترش فساد در زمین (مفسد فی‌الارض)
- داشتن یک رابطه عاشقانه.
- توهین به رهبر جمهوری اسلامی ایران

## واکنش بین‌المللی
در مارس ۲۰۱۷، سازمانی که به حمایت از مترجمان اختصاص داده بود، نامه سرگشاده ای به علی خامنه ای با این موضوع منتشر کرد: «مرگ به‌خاطر محتوا - مرجان داوری را آزاد کنید».

## دادخواست
در ۱۶ مارس ۲۰۱۷، برخی از حامیان مرجان با ایجاد طوماری آنلاین در Change.org آگاهی خود را در مورد وضعیت وی افزایش دادند و از عفو بین‌الملل خواستند تا اقدامات مناسب برای توقف اعدام مرجان داوری را انجام دهد. این طومار در اکثر زبانهای رایج مانند انگلیسی، فرانسوی، آلمانی، ایتالیایی، اسپانیایی، ژاپنی، چینی، هلندی و فارسی موجود است. این طومار توسط ۳۰٬۰۶۸ حامی در بسیاری از کشورها امضا شد و هم‌اکنون به اتمام رسیده‌است.